# بيدرو زامورا ألفاريز
بيدرو زامورا ألفاريز (بالإسبانية: Pedro Zamora Álvarez)‏ هو نقابي غواتيمالي، ولد في 1964، وتوفي في 15 يناير 2007.